# Karin Daan

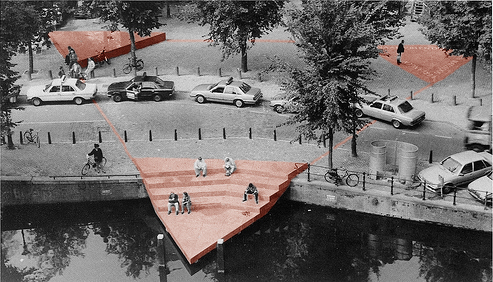
Homomonument

Karin Daan (* 25. September 1944 in Gennep, Provinz Limburg) ist eine niederländische Land-Art-Künstlerin und bildende Künstlerin.

## Leben und Werk
Karin Daan ist die Tochter des Arztes Albertus „Albert“ Daan (1900–1988) und Maria Johanna „Tietske“ Stiemens (1906–1993). Sie wuchs mit den drei älteren Brüdern Gunnar Daan (1939–2016), Serge Daan (1940–2018) und Niels Daan (* 1942) auf. Von 1957 bis 1961 besuchte sie das	Alexander Hegius Gymnasium in Deventer, von 1961 bis 1965 die Kweekschool voor onderwijzers (Lehrerausbildungsschule) in Deventer und von 1965 bis 1970 die ArtEZ Academie voor beeldende kunsten Arnhem mit dem Schwerpunkt „Architekturdesign/Monumental“.
Karin Daan war von 1978 bis 2005 Dozentin für Monumentaldesign an der Koninklijke Academie voor Kunst en Vormgeving in s-Hertogenbosch und von 1985 bis 1993 an der Architekturakademie in Arnheim. Sie lehrte Raumgestaltung und hatte ab 1978 außerdem verschiedene Verwaltungs- und Beratungspositionen in der Kunstwelt und für verschiedene Institutionen inne, wie etwa das Praktijkburo Beeldende Kunstopdrachten (SKOR), der Rijksgebouwendienst, Kunst en Bedrijf und die Gemeinde Haarlemmermeer.
In den 1970er und 1980er Jahren beteiligte sich Karin Daan an Aktivitäten zur Unterstützung von Frauen in der Kunst. Gemeinsam mit Els de Groot, Liesbeth Brandt Corstius, Josine de Bruyn Cops und Christa van Santen gründete sie 1977 die Stichting Vrouwen in de Beeldende Kunst SVBK (Stiftung Frauen in der bildenden Kunst), um durch Forschung, Dokumentation und Ausstellungen die sozioökonomische Stellung von Künstlerinnen zu verbessern. Von 1977 bis 1980 war sie Vorstandsmitglied. Karin Daan lebt und arbeitet in einem Haus mit Atelier an der Brouwersgracht in Amsterdam. Sie ist mit der in Uithuizen, Groningen wohnenden Malerin Wanda Werner liiert.
Karin Daan gilt als typische Vertreterin einer Künstlerbewegung, die sich der sogenannten „Umweltkunst“ verschrieben hat. Sie gestaltet Plätze im öffentlichen Raum. Beispiele ihrer Arbeit sind das ab 1980 geplante und 1987 eingeweihte Homomonument in Amsterdam, die Cascade in Hoogeveen 1995 und das Verzonken schip in Utrecht 1993. Sie entwarf mehr als einhundert Kunstwerke im öffentlichen Raum. 2018 nahm sie an der Ausstellung „Voyages en zigzag. La collection d’Erwin Oberwiler“ im Musée des beaux-arts de La Chaux-de-Fonds im schweizerischen La Chaux-de-Fonds teil.

## Werke im öffentlichen Raum (Auswahl)
- 1976: De lange glijbaan, Metrostation Ganzenhoef, Amsterdam, 2002 abgebaut[8]
- 1978: Straattheater, Alkmaar
- 1987: Homomonument, Amsterdam
- 1989: Omgevingsobject, Deltseveerweg, Vlaardingen
- 1991: Platzgestaltung mit weißen und roten Steinen, Wasserlauf, Springbrunnen und Ginkgo-Ornamenten, Niederländische Botschaft in Tokio[9]
- 1993: Verzonken Schip / Canopus, Euclideslaan, Rijnsweerd, Utrecht
- 1993: Watertafel en vlaggenmuur, De Scheg, Deventer
- 1995: Cascade, Hoogeveen
- 2007: Vliegend Betontapijt, Maximaplein, Puttershoek, zusammen mit Baukje Trenning
- 2010: Philosophers Walk, Hoofddorp
- 2011: Buurtvlonder Saendelft, Zaanstad[10]

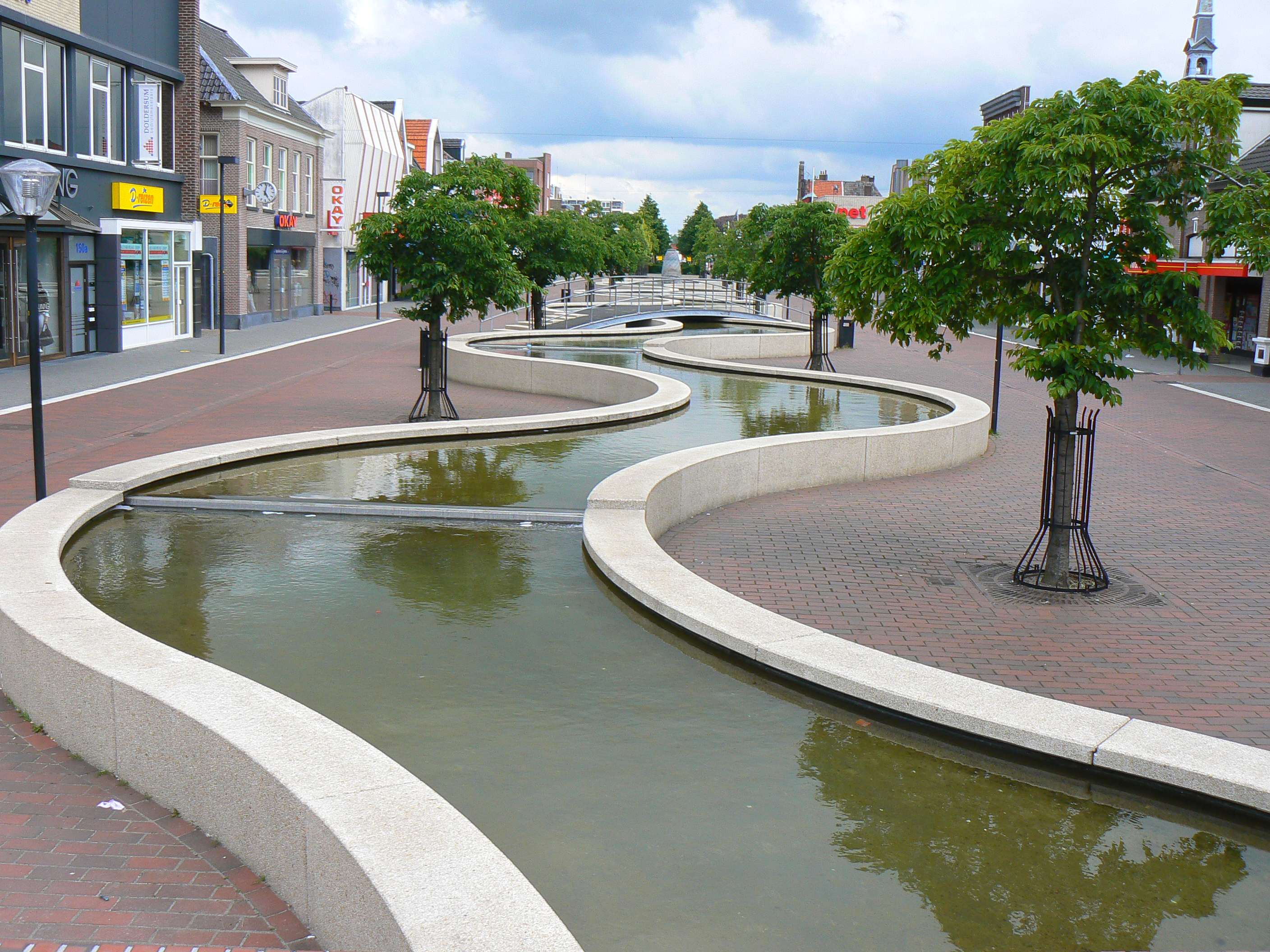
Cascade
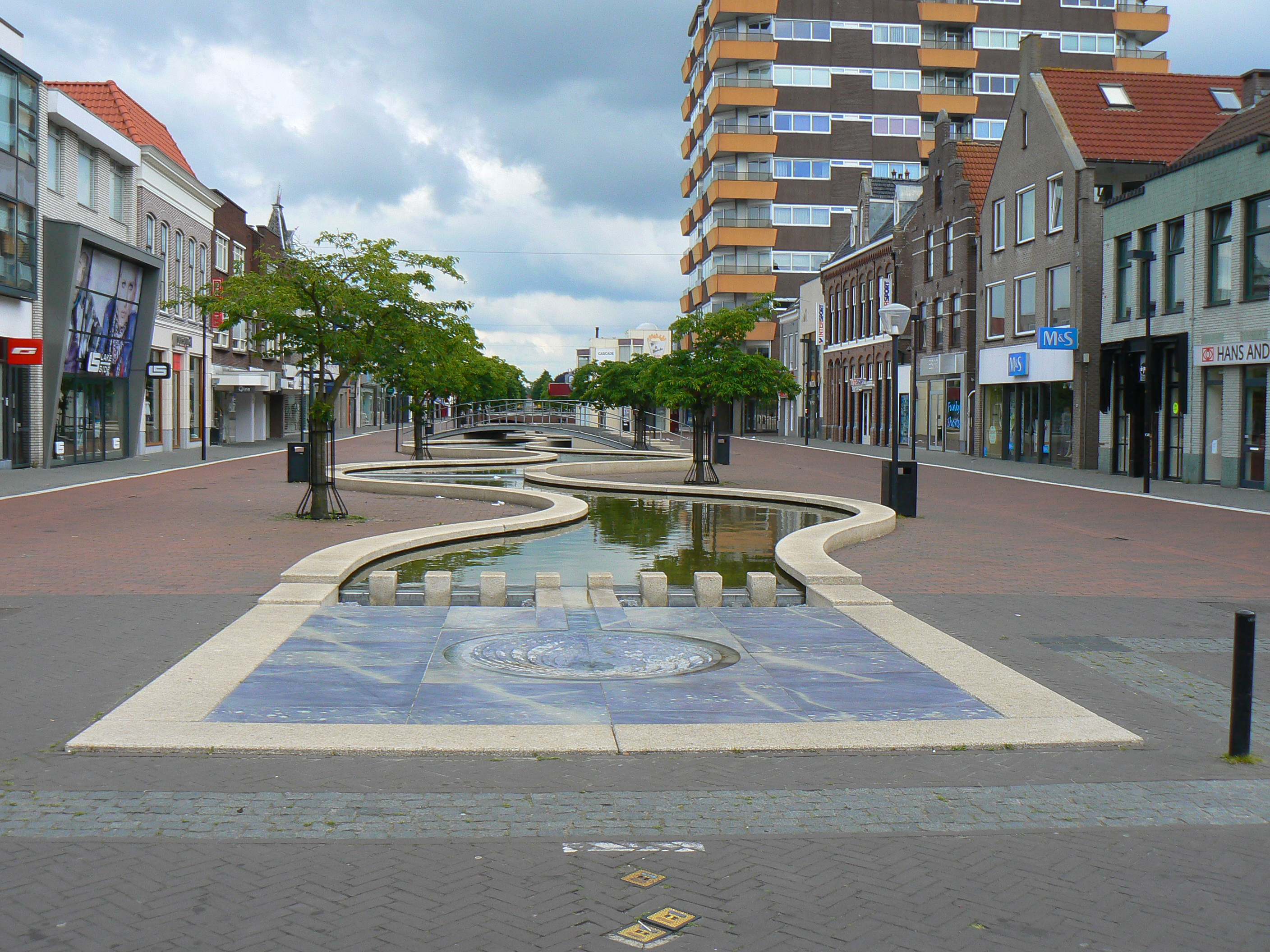
Cascade
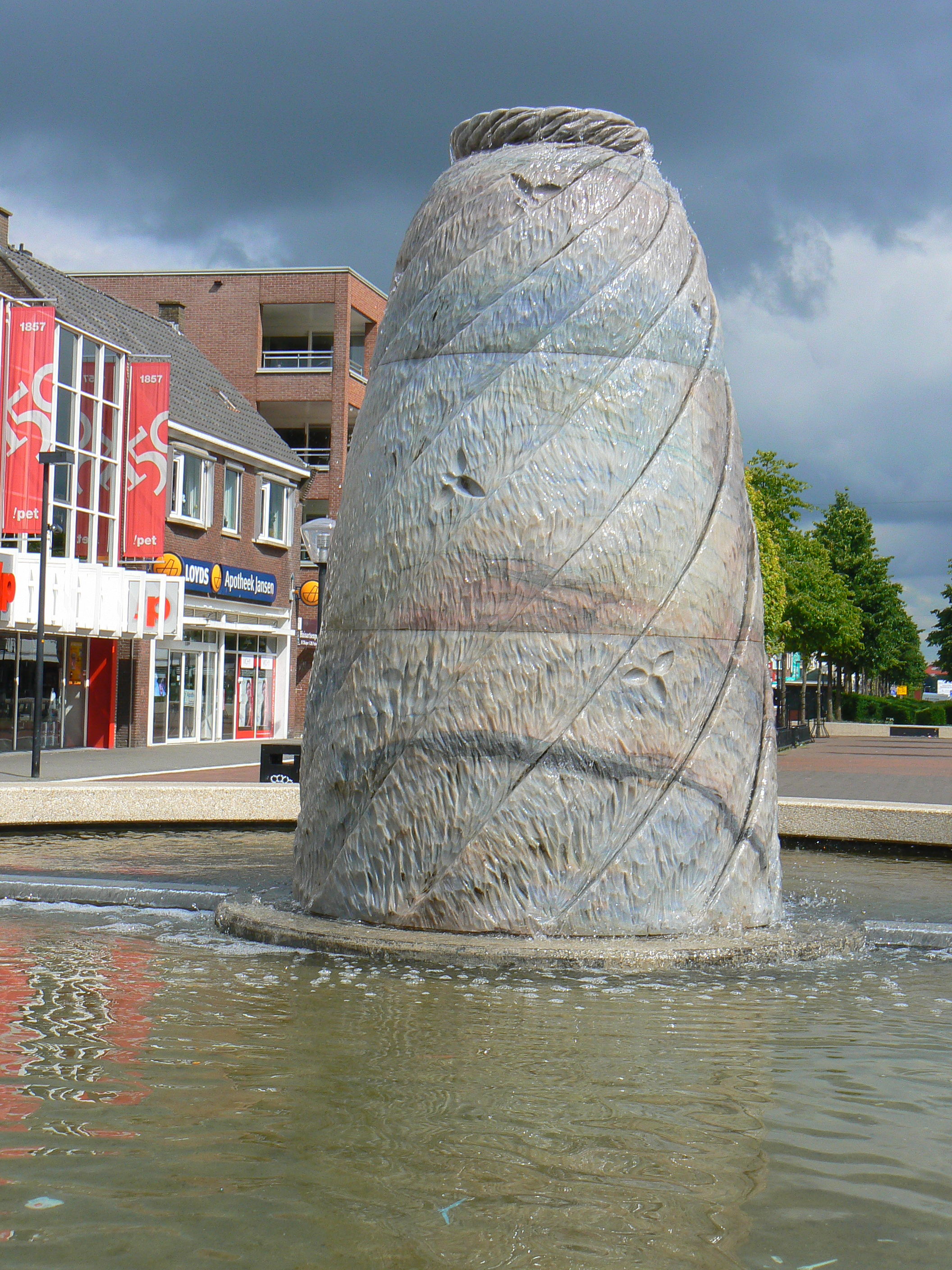
Cascade, Anfangspunkt
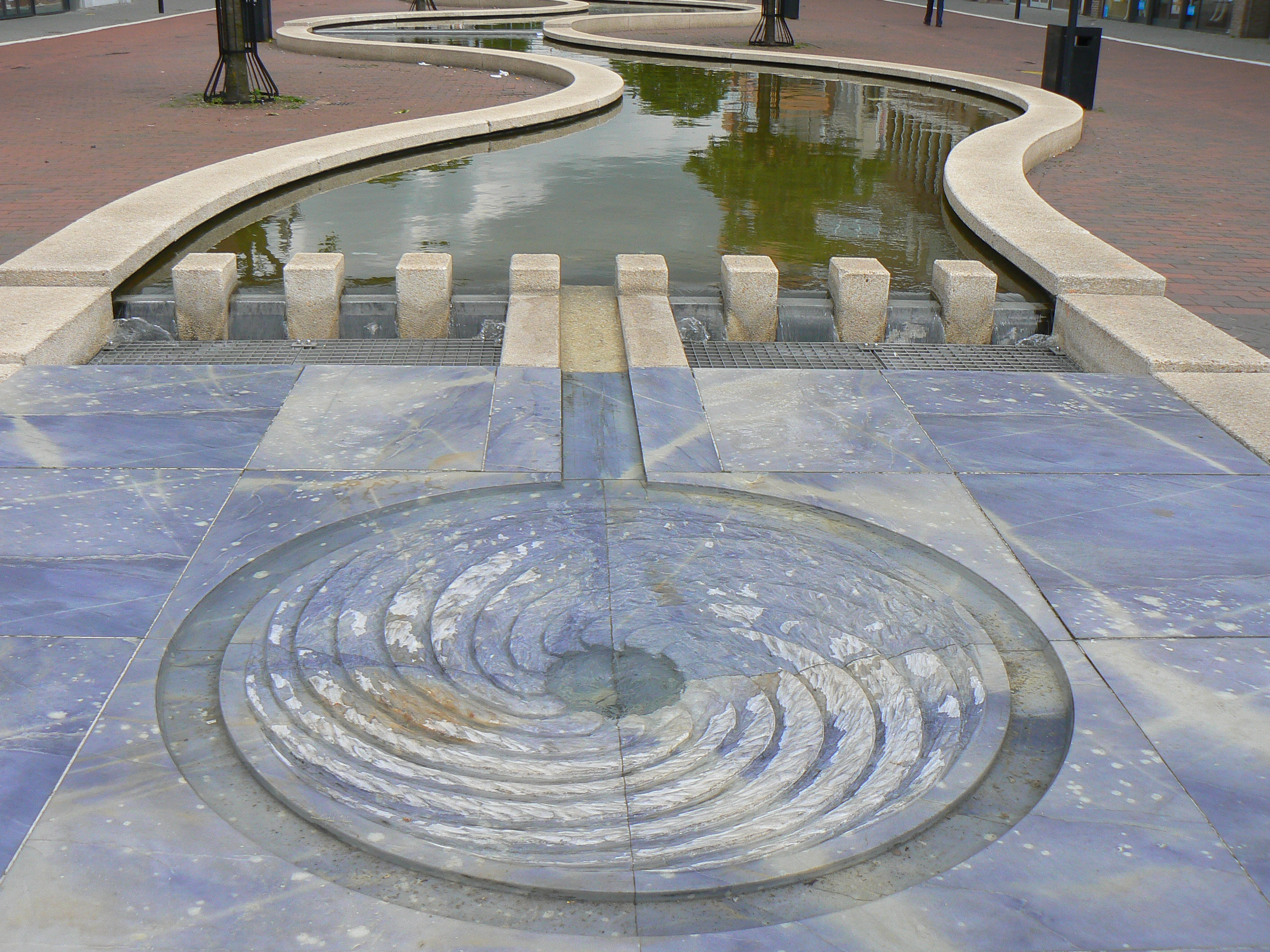
Cascade, Endpunkt
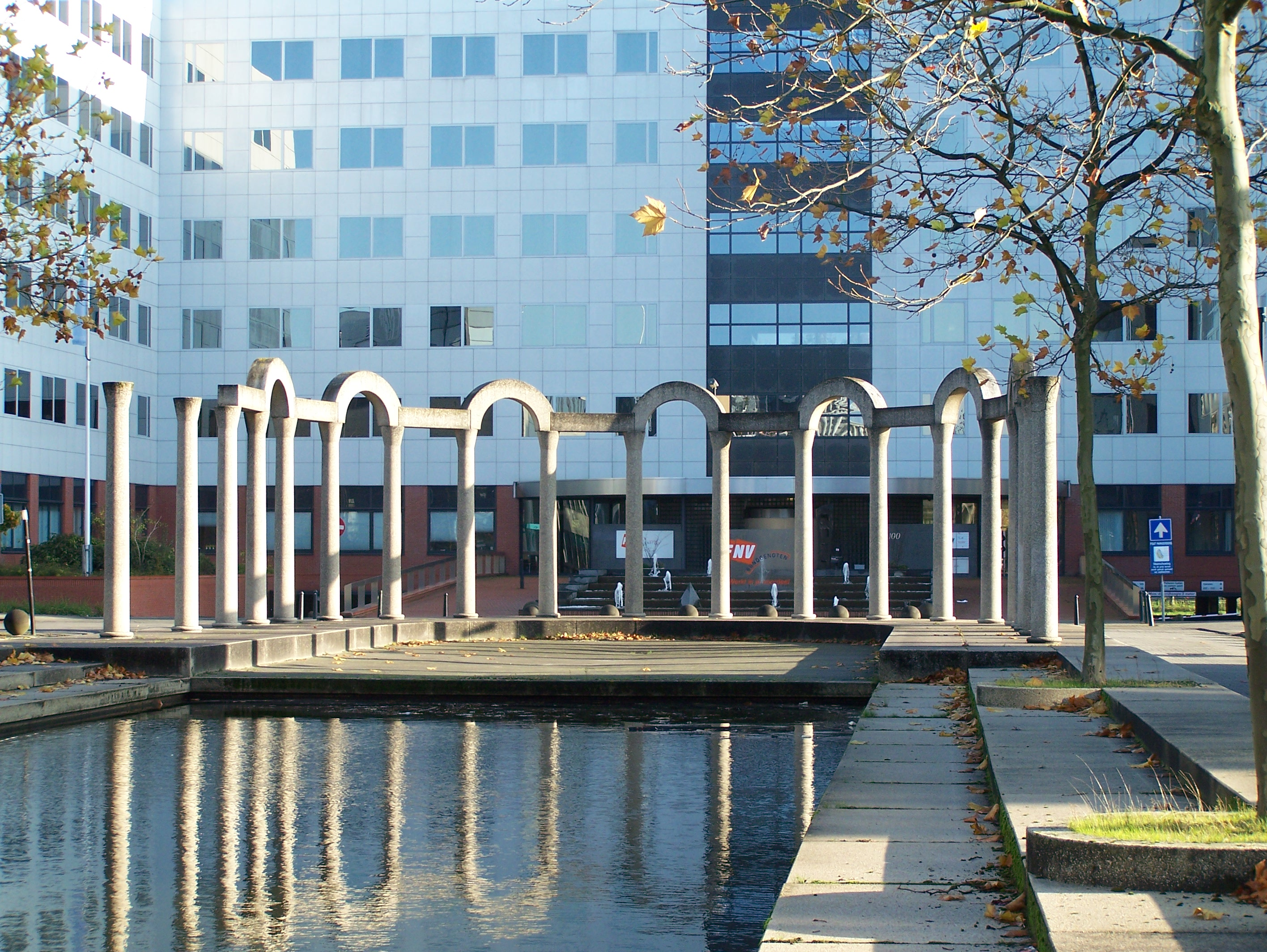
Verzonken Schip / Canopus
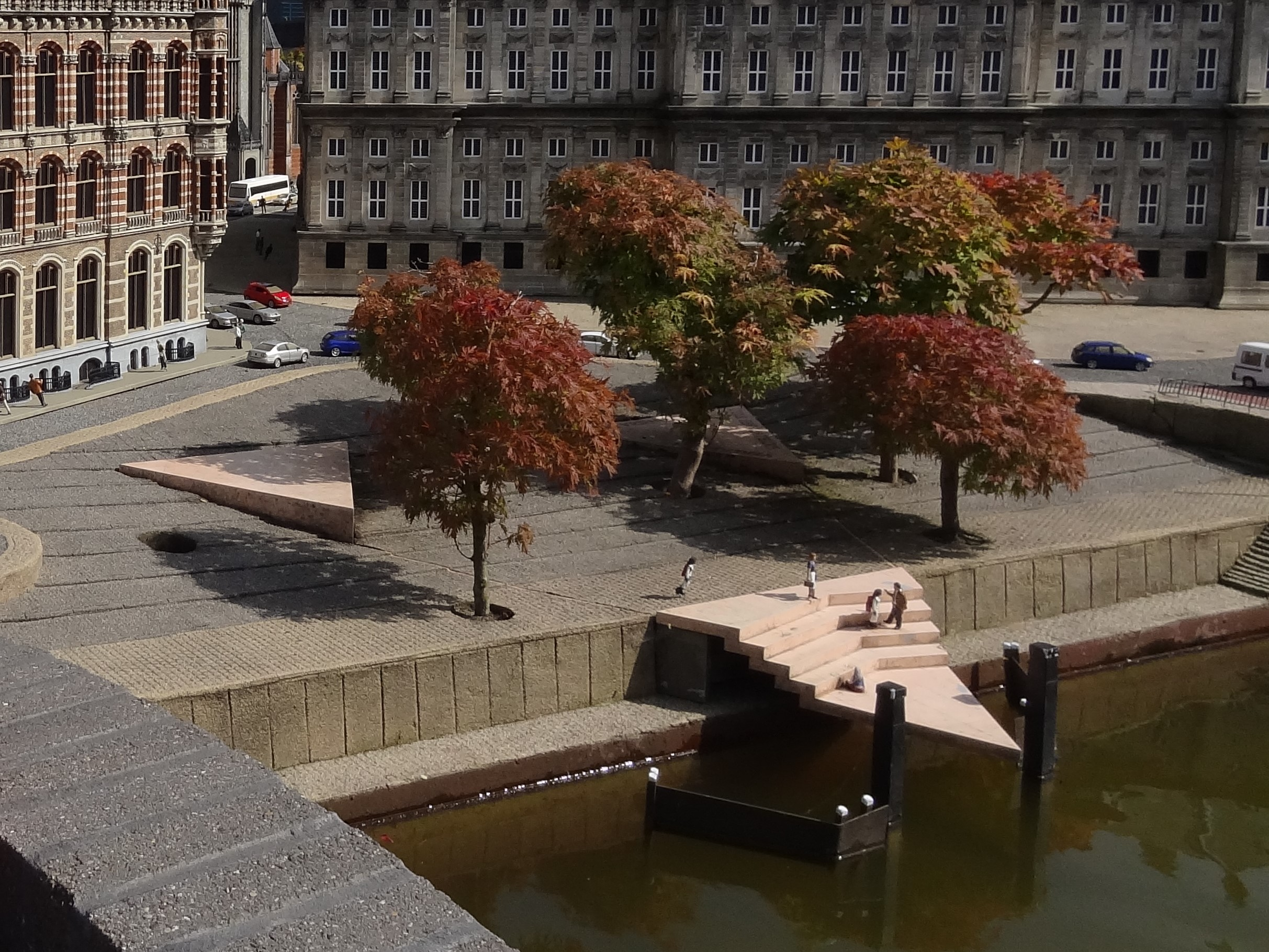
Homomonument
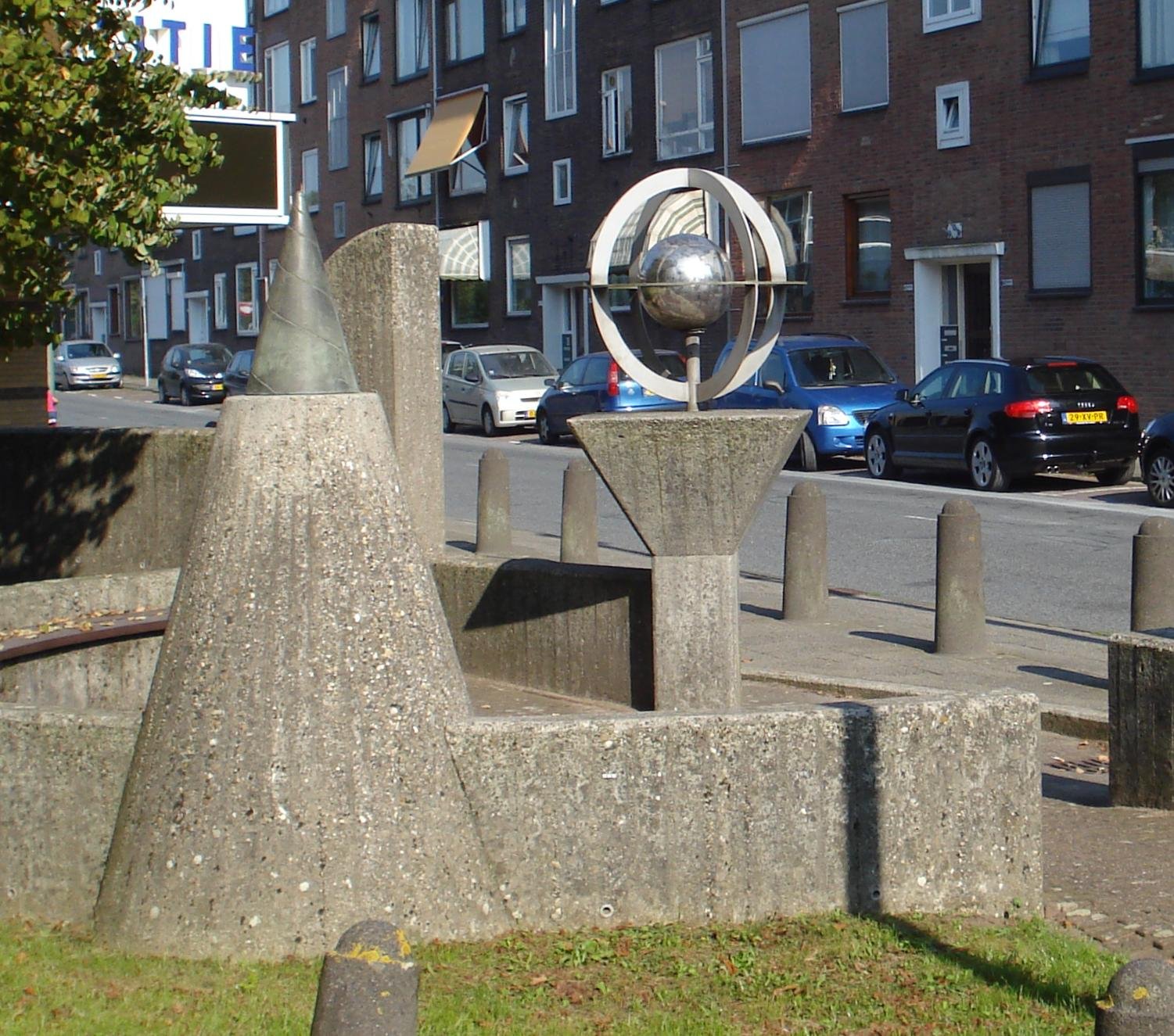
Omgevingsobject
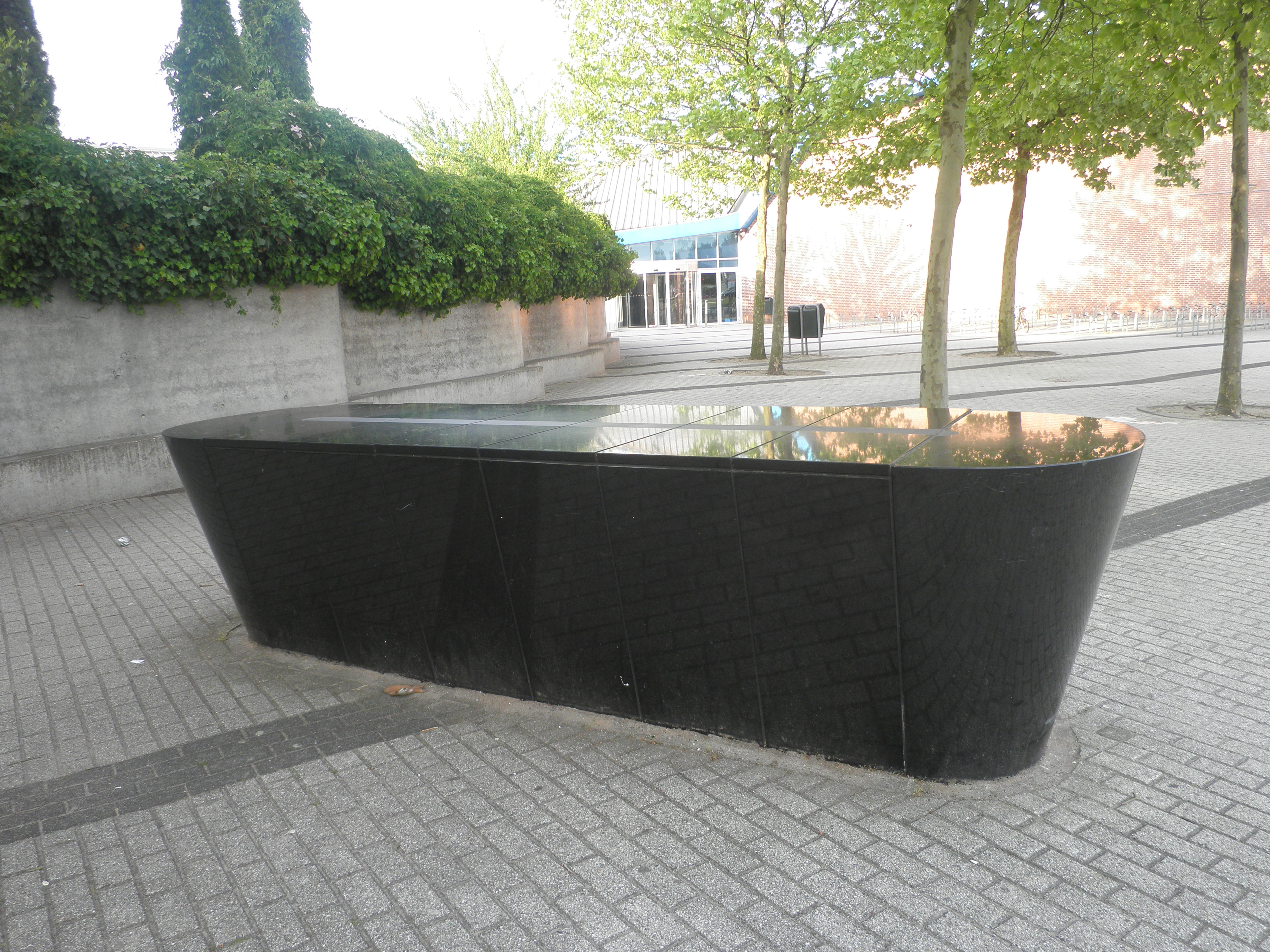
Watertafel
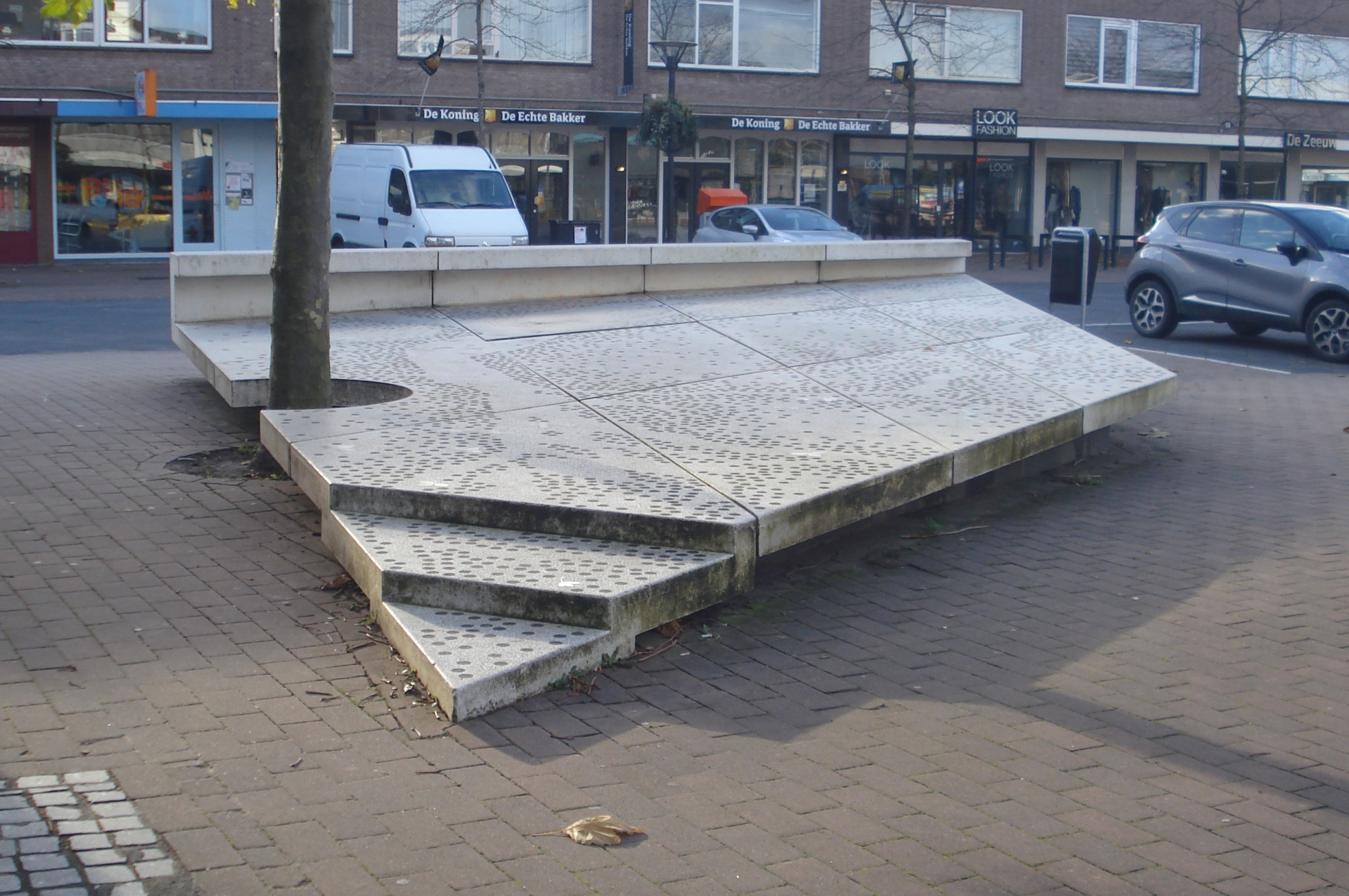
Vliegend Tapijt